# モーターサイクルクラブ
モーターサイクルクラブ（通称：MC）は、ハーレーダビッドソンのサイクルクラブの総称。
一例としてDRMC、WILD BUZZ M.C、Rising Sons MC などがある。